# Ley Lang
La Ley Lang es el nombre informal por el que se conoce a la ley francesa número 81-766, de 10 de agosto de 1981, sobre el precio fijo de los libros. La ley establece un precio fijo para los libros vendidos en Francia, limitando el descuento máximo que la librería puede hacer a sus clientes. La ley lleva el nombre de Jack Lang, el ministro de Educación francés que lo promulgó. 
La Ley Lang establece que:
- Los editores establecen un precio para cada libro, que marcan en la parte trasera del mismo.
- Las librerías tienen prohibido el vender los libros con un descuento superior al 5% del precio del editor.

La Ley Lang fue promulgada bajo presión de los pequeños comercios de libros, que temían la competencia de las grandes superficies.

## Otros países
Similares leyes sobre el Precio fijo de los libros existen en otros países, incluyendo Austria, Dinamarca, Alemania, Grecia, Hungría, Italia, Países Bajos, Portugal, y España. 
- En el Reino Unido existió entre 1900 y 1997 un acuerdo para fijar el precio mínimo de los libros entre los editores y las tiendas de libro, conocido como Net Book Agreement. En marzo de 1997 fue declarado contra el interés público e ilegalizado.

- En particular, en España el precio fijo de los libros está fijado por una ley de 2007,[1] que a su vez sustituye otra de 1975.[2]

- En Portugal rige una ley semejante desde 1996.[3]

- En Argentina existe ley de precio fijo de los libros desde 2001.[4]

- En Brasil la ley de precio fijo está en estudio en 2009.[5]

- En Venezuela no hay ley de precio fijo de los libros.[6]

- En México existe el precio fijo desde 2008, pero se aplica únicamente durante los 18 primeros meses después de la edición o importación del libro.[7]